# مینیسکا (مینه‌سوتا)
مینیسکا، مینه‌سوتا (به انگلیسی: Minneiska, Minnesota) یک شهر در ایالات متحده آمریکا است که در مینه‌سوتا واقع شده‌است.

## خصوصیات
مینیسکا ۲٫۶۷ کیلومترمربع مساحت و ۱۱۱ نفر جمعیت دارد و ۲۱۳ متر بالاتر از سطح دریا واقع شده‌است.